# Zemljopis Belizea
Belize je mala država u Srednjoj Americi na poluotoku Yucatánu.
Na istoku država ima izlaz na Karipsko more u dužini od 386 km. Ima ukupno 516 km kopnene državne granice od čega s Meksikom 250 km i Gvatemalom 266 km. Ukupna površina Belize je 22.960 km ², od čega 22.800 km ² kopna i 160 km ² vode, površinom je malo veća od Slovenije. Belize je jedina država u Srednjoj Americi u kojoj se govori engleskim jezikom. Belize posjeduje drugi najveći koraljni greben na svijetu poznat pod nazivom Koraljni greben Belizea.

## Opće informacije
Belize navodi da posjeduje 200 nautičkih milja gospodarskog pojasa od obale i teritorijalnog mora u dužini od 12 nautičkih milja. Oko ušća rijeke Sarstoon teritorijalno mora je 3 nautičke milje prema Zakonu iz 1992. godine, svrha ovog ograničenja je pružiti okvir za pregovore o konačnom sporazum o razgraničenju s Gvatemalom.
Najniža belizejska nadmorska visina je na razini mora. Njegova najviša točka je na planini Doyle's Delight, na 1124 metra. Prema novijim istraživanjima Doyle's Delight je nešto višji od Victoria Peaka koji ima 1120 metara, te je dugo smatran belizejskom najvišom točkom. 
Prirodni opasnosti u Belize su uragani te obalne poplava, posebno na jugu.
Trenutni problemi okoliša su krčenje šuma, zagađenje vode iz kanalizacije, industrije i poljoprivrede te otpad.

## Klima
Belize ima tropsku klimu s izraženim kišnim i suhim sezonama, iako postoje značajne varijacije u klimi po regijama. Temperature se razlikuju prema nadmorskoj visini, u blizini morske obale, značajni su učinci sjeveroistočnih pasata s Kariba. Prosječne temperature u primorskim krajevima u rasponu su od 24 °C u siječnju do 27 °C u srpnju. Temperature su neznatno veći u unutrašnjosti, osim u južnom planinskom platu,  gdje je osjetno hladnije tijekom cijele godine.

## Vanjske poveznice
- Karte na Belize.Net  Arhivirana inačica izvorne stranice od 8. kolovoza 2013. (Wayback Machine)
- Karta Beliza  Arhivirana inačica izvorne stranice od 19. siječnja 2013. (Wayback Machine)